# Jewgienij Podolski
Jewgienij Michajłowicz Podolski (ros. Евгений Михайлович Подольский, ur. 5 lipca 1934 we wsi Archangielskoje w obwodzie woroneskim, zm. 12 października 2011 w Tambowie) – radziecki polityk.

## Życiorys
W 1956 ukończył Woroneski Instytut Rolniczy, później pracował w instytucjach gospodarczych obwodu tambowskiego, od 1959 należał do KPZR, 1977-1979 był sekretarzem Komitetu Obwodowego KPZR w Tambowie. W 1978 zaocznie ukończył Wyższą Szkołę Partyjną przy KC KPZR, od 1979 do kwietnia 1985 przewodniczący Komitetu Wykonawczego Tambowskiej Rady Obwodowej, od 19 kwietnia 1985 do 10 sierpnia 1991 I sekretarz Komitetu Obwodowego KPZR w Tambowie, 1990-1991 przewodniczący Tambowskiej Rady Obwodowej. 1986-1990 zastępca członka, a 1990-1991 członek KC KPZR. Deputowany do Rady Najwyższej RFSRR 10 i 11 kadencji, deputowany ludowy ZSRR. Odznaczony dwoma Orderami Czerwonego Sztandaru Pracy i dwoma Orderami Znak Honoru.